# Bärplansbåt

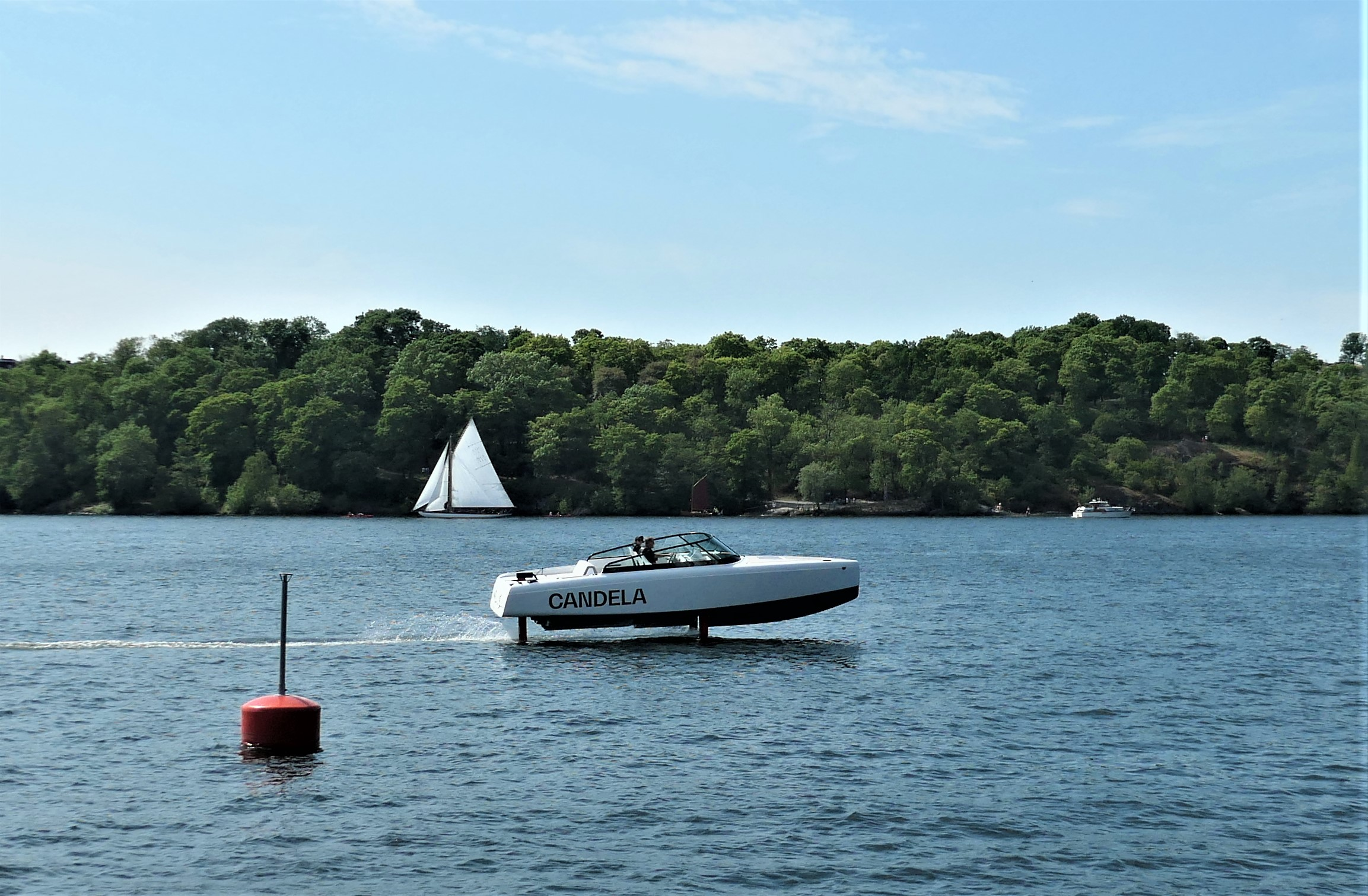
Candela C-8 på Riddarfjärden i Stockholm, 2023.

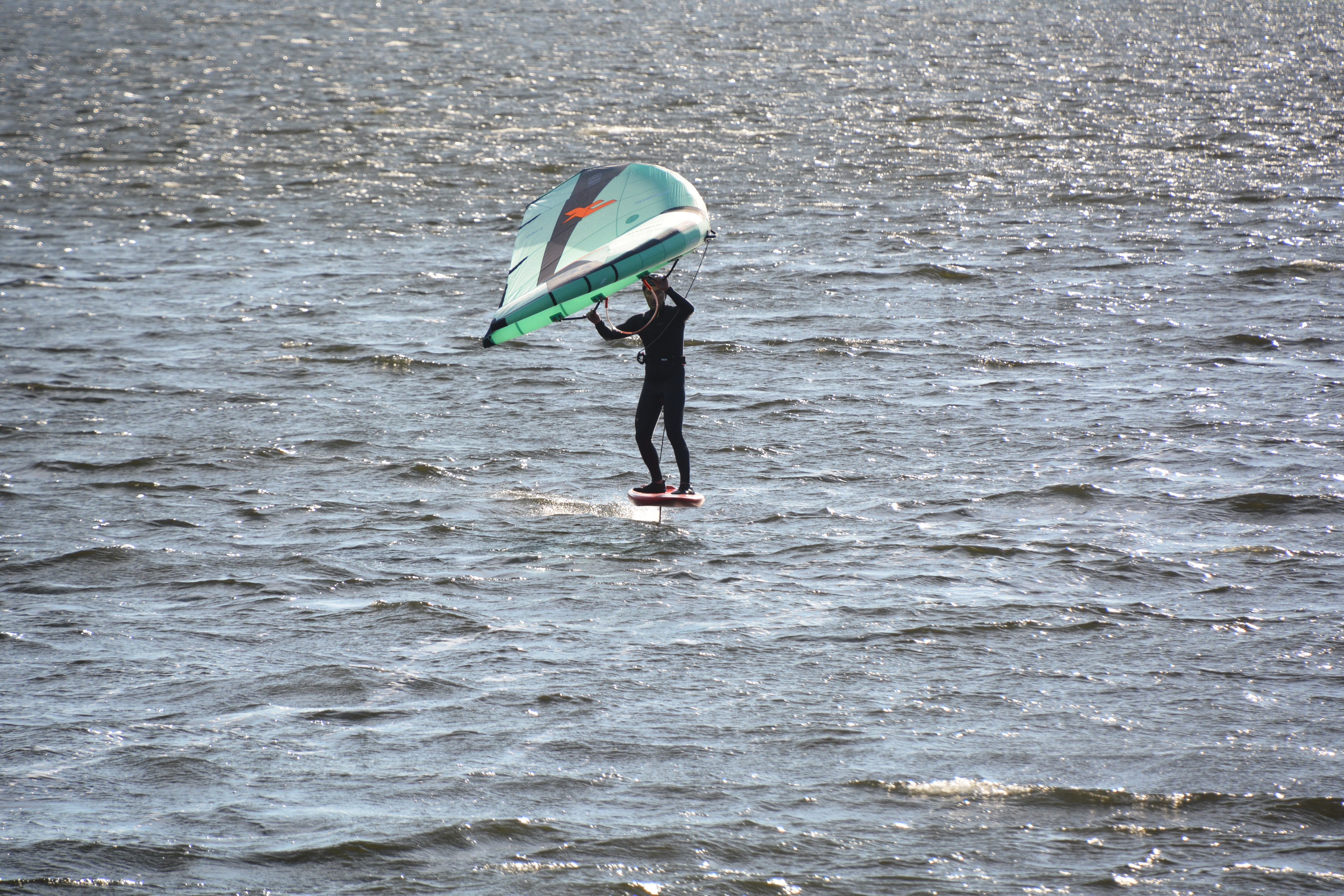
Surfbräda med bärplan

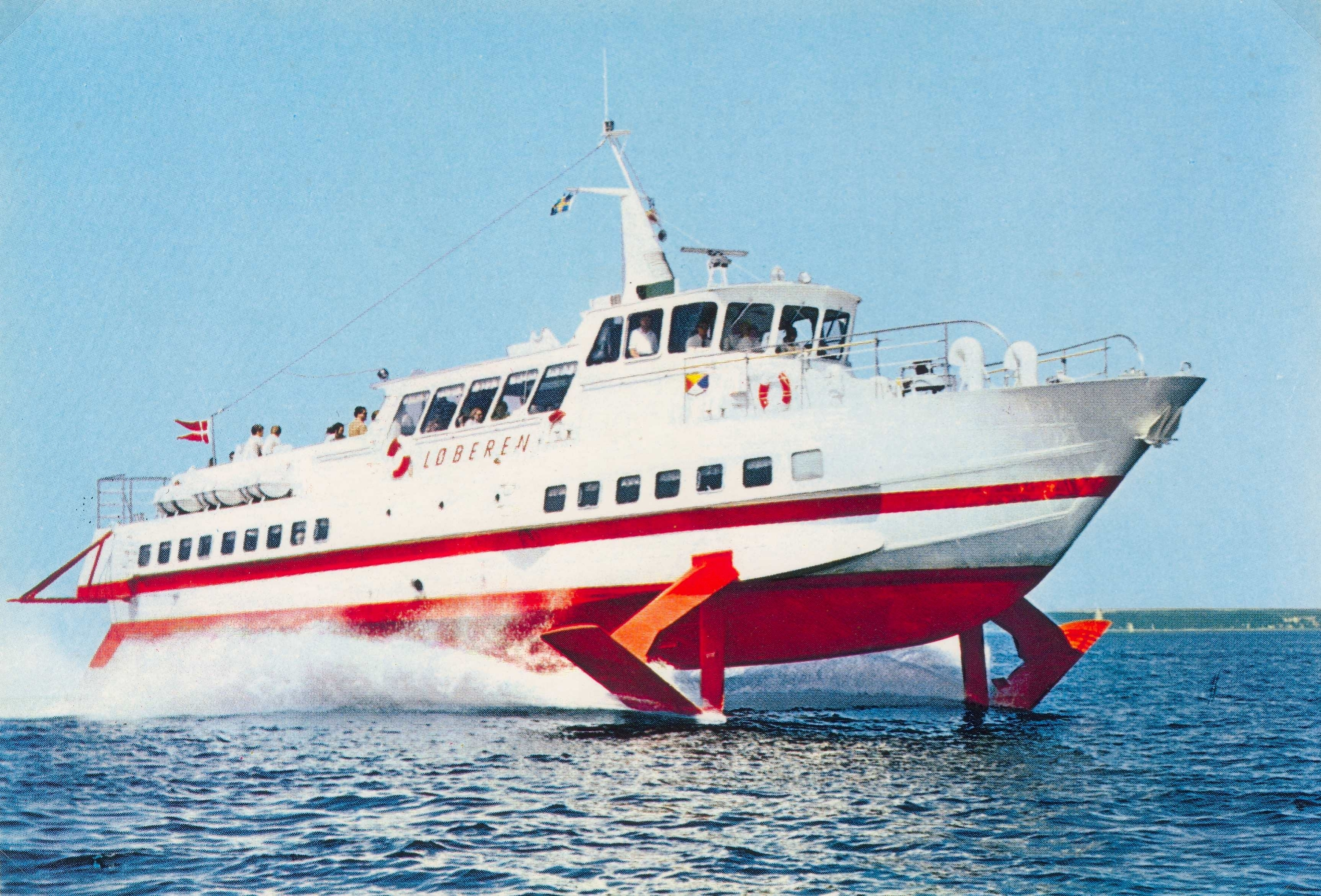
HS Løberen, tidigare använd av Flygbåtarna i Öresund i trafik mellan Danmark och Sverige

Bärplansbåt är en båt med vingliknande bärplan monterade under fartygets skrov. När hastigheten ökar, planar båten upp på bärplanen, och skrovet lyfts upp ur vattnet.

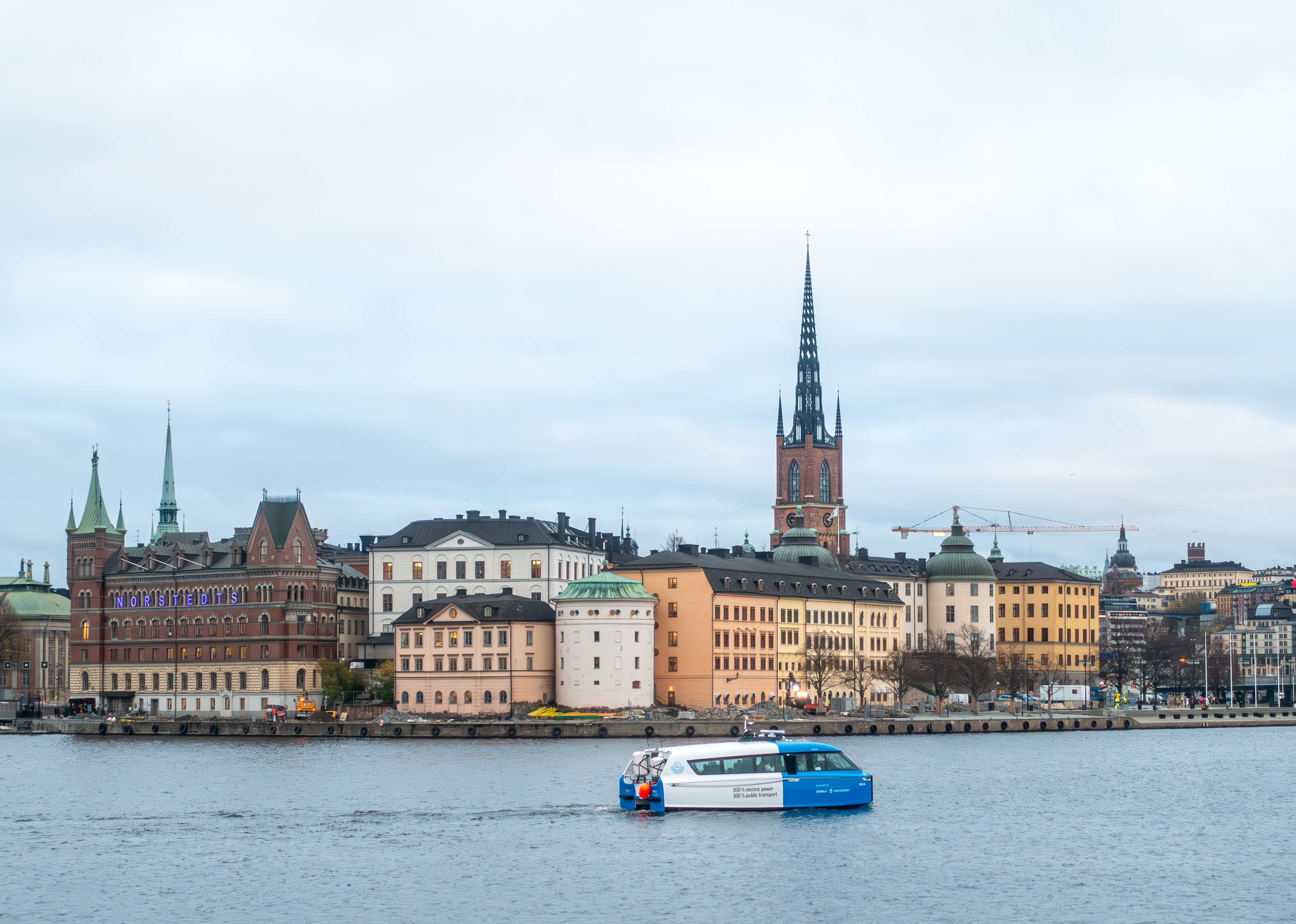
SL:s bärplansfärja E/S Nova på sin jungfrufärd i Riddarfjärden i Stockholm i oktober 2024.

Eftersom bärplanet har en mindre yta än fartygets skrov innebär det att friktionen mot vattnet reduceras. Det minskade motståndet ger möjlighet till ökad hastighet och minskad bränsle- eller elförbrukning.

## Historik
Den första bärplansbåten utvecklades 1905 i Italien av Enrico Forlanini, flygingenjör från Milano. Båten testades 1906 på Lago Maggiore och nådde en hastighet på 30 knop med en 75 hk motor. På samma sjö öppnades 1953 världens första linje trafikerad av bärplansbåtar. Den förband Italien (Stresa) och Schweiz (Locarno). Båten hette "PT10" Freccia d'Oro (Guldpilen), och byggdes av på ett 
varv i Stansstad på uppdrag av Supramar. Tillverkningen av den större "PT20", med plats för 70 passagerare, licensierades till italienska Cantieri Navali Rodriquez.

## Trafik i Sverige
Under sommarsäsongerna mellan 1960 och 1966 trafikerade bärplansbåten H/S Sirena leden mellan Stockholm och Mariehamn på Åland. Med en hastighet på 36 knop tog överfarten 2 timmar och 30 minuter.  
Mellan 1963 och 1987 bedrev Rederi AB Sundfart och senare Rederi AB Öresund/Öresundsbolaget, under namnet 
Flygbåtarna, trafik mellan Malmö och centrala Köpenhamn.
När Öresundsbolaget övertog trafiken mellan Malmö och Köpenhamn med nya bärplansbåtar flyttade AB Sundfart sina fartyg till en linje mellan Helsingborg, Landskrona och Köpenhamn. Den var i drift från 1965 till 1967 då rederiet gick i konkurs.
Hösten 2024 startade Region Stockholm ett pilotprojekt med kollektivtrafik med det elektriska bärplansfartyget E/S Nova, som tar 25 passagerare och satts in på Ekerölinjen.